# 필리프 방드 왈
필리프 "니크" 방드 왈(프랑스어: Philippe "Nic" Vande Walle, 1961년 12월 22일 ~ )은 벨기에의 전 축구 선수이며, 포지션은 골키퍼였다.
1979년 주필러 리그의 루아얄 샤를루아 SC에서 프로 무대에 데뷔했으며, 이후 클뤼프 브뤼허 KV, 헤르미날 에케렌, 리르서 SK, SC 에인드라흐트 알스트 등을 거치며 1987년과 1996년 벨기에 올해의 골키퍼에 선정되는 등 좋은 활약을 지속하였고, 1999년 클뤼프 브뤼허 KV에서 은퇴를 선언하였다.
또한 1996년 벨기에 축구 국가대표팀에 데뷔한 뒤 1999년까지 총 8경기에 출장했으며, 1998년 FIFA 월드컵에 국가대표팀의 일원으로 참가하였다.
은퇴 이후 KAA 헨트와 루아얄 샤를루아 SC의 코치를 역임했으며, 2007-08 시즌 샤를루아의 감독을 맡았다가 시즌 종료 후 다시 코치로 복귀하였다. 그 뒤 KV 코르트레이크와 RAEC 몽스를 거쳐 2012년부터 2013년까지 클뤼프 브뤼허 KV의 코치를 맡았다.